# Apistogramma cruzi
Apistogramma cruzi är en fiskart som beskrevs av Kullander, 1986. Apistogramma cruzi ingår i släktet Apistogramma och familjen Cichlidae. Inga underarter finns listade i Catalogue of Life.

## Bildgalleri

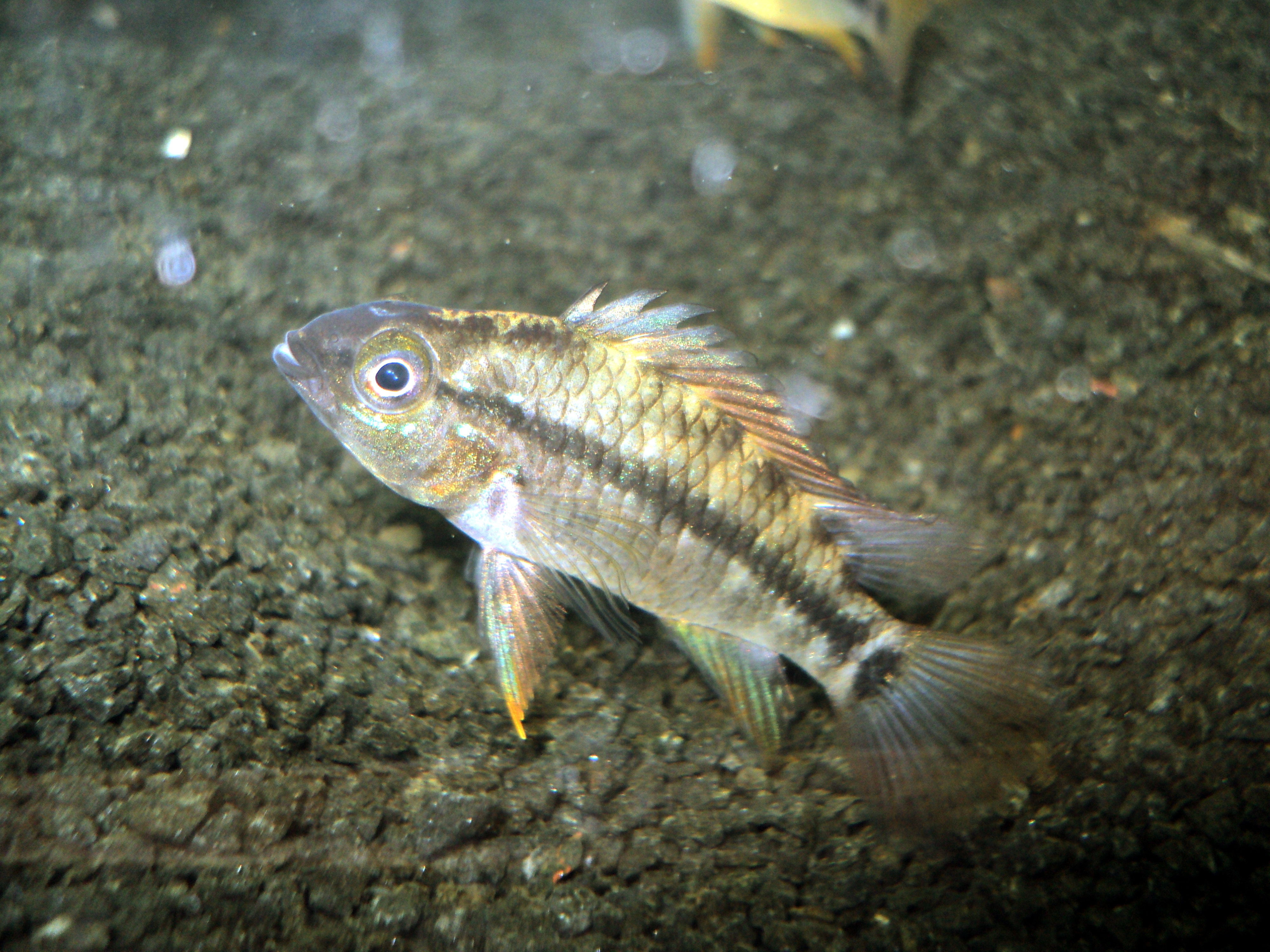